# Сандра Магнус
Сандра Хол Магнус (на английски: Sandra Hall Magnus) e американски инженер и астронавт от НАСА, участник в три космически полета и дълговременен престой от 133 денонощия на МКС по време на Експедиция 18.

## Образование
Сандра Магнус завършва гимназия в родния си град. През 1986 г. се дипломира като бакалавър по физика и електроинженерство в щатския университет на Мисури. През 1996 г. става доктор по инженерни науки в Технологичния институт на Джорджия в Савана. От средата на 80-те години работи като проектант в аерокосмическия гигант McDonnell Douglas.

## Служба в НАСА
Сандра Х. Магнус е избрана за астронавт от НАСА на 1 май 1996 година, Астронавтска група №16. Участва в три космически полета. Специалист на мисията по време на последния полет по програмата Спейс шатъл през юли 2011 г.

### Полети
Сандра Магнус лети в космоса като член на екипажа на три мисии:
| Космически полети на Сандра Хол Магнус                    | Космически полети на Сандра Хол Магнус | Космически полети на Сандра Хол Магнус | Космически полети на Сандра Хол Магнус | Космически полети на Сандра Хол Магнус                  | Космически полети на Сандра Хол Магнус | Космически полети на Сандра Хол Магнус |
| №                                                         | Дата                                   | КК                                     | Емблема на мисията                     | Функции                                                 | Продължителност                        |                                        |
| --------------------------------------------------------- | -------------------------------------- | -------------------------------------- | -------------------------------------- | ------------------------------------------------------- | -------------------------------------- | -------------------------------------- |
| 1                                                         | 7 октомври 2002                        | „Атлантис“, мисия STS-112              |                                        | Специалист на мисията                                   | 10 денонощия 19 часа 58 мин. 44 сек.   |                                        |
| 2                                                         | 14 ноември 2008                        | „Индевър“, мисия STS-126               |                                        | Специалист на мисията, полетен инженер на Експедиция 18 | 133 денонощия                          |                                        |
|                                                           | 28 март 2009                           | „Дискавъри“, мисия STS-119             |                                        | Специалист на мисията                                   | Приземяване с Дискавъри                |                                        |
| 3                                                         | 8 юли 2011                             | „Атлантис“, мисия STS-135              |                                        | Специалист на мисията                                   | 12 денонощия 18 часа 28 мин. 50 сек.   |                                        |
| Сумарно време в космоса – 157 денонощия 08 часа 42 минути |                                        |                                        |                                        |                                                         |                                        |                                        |